# Liste der Biografien/Kird
Liste der Biografien |
Portal Biografien |
Personensuche
# |
A |
B |
C |
D |
E |
F |
G |
H |
I |
J |
K |
L |
M |
N |
O |
P |
Q |
R |
S |
T |
U |
V |
W |
X |
Y |
Z |
?
 
Ka |
Kb |
Kc |
Kd |
Ke |
Kf |
Kg |
Kh |
Ki |
Kj |
Kl |
Km |
Kn |
Ko |
Kp |
Kr |
Ks |
Kt |
Ku |
Kv |
Kw |
Ky |
Kx |
Kz
 
Kia |
Kib |
Kic |
Kid |
Kie |
Kif |
Kig |
Kih |
Kii |
Kij |
Kik |
Kil |
Kim |
Kin |
Kio |
Kip |
Kir |
Kis |
Kit |
Kiu |
Kiv |
Kiw |
Kix |
Kiy |
Kiz
 
Kira |
Kirb |
Kirc |
Kird |
Kire |
Kirf |
Kirg |
Kirh |
Kiri |
Kirj |
Kirk |
Kirl |
Kirm |
Kirn |
Kiro |
Kirp |
Kirr |
Kirs |
Kirt |
Kiru |
Kirv |
Kirw |
Kiry |
Kirz
Die Liste der Biografien führt alle Personen auf, die in der deutschsprachigen Wikipedia einen Artikel haben. Dieses ist eine Teilliste mit 11 Einträgen von Personen, deren Namen mit den Buchstaben „Kird“ beginnt.

## Kird

### Kirda
- Kırdar, Gökhan (* 1970), türkischer Musiker
- Kırdar, Gözde (* 1985), türkische Volleyballspielerin
- Kırdaroğlu, Batuhan (* 2000), türkischer Fußballspieler

### Kirde
- Kirde, Kalju (1923–2008), estnischer Physiker und Herausgeber
- Kırdemir, Emine Selda (* 1998), türkische Hochspringerin

### Kirdj
- Kirdjapkin, Sergei Alexandrowitsch (* 1980), russischer Leichtathlet
- Kirdjapkina, Anissja Bjassyrowna (* 1989), russische Geherin
- Kirdjaschewa, Walerija Alexejewna (* 2000), russische Handballspielerin

### Kirdo
- Kirdorf, Adolph (1845–1923), deutscher Manager in der Montanindustrie
- Kirdorf, Emil (1847–1938), deutscher IndustriellerEmil Kirdorf (1847–1938)

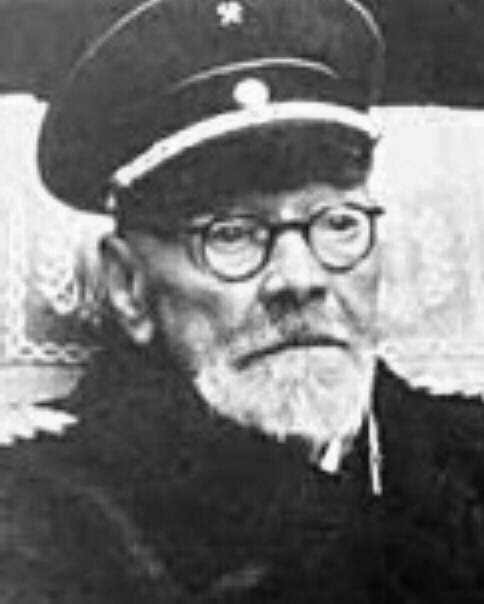
Emil Kirdorf (1847–1938)

- Kirdorf, Thomas (* 1954), deutscher Drehbuch- und Hörspielautor